# Міняни
Міняни (пол. Mieniany) — село в Польщі, у гміні Грубешів Грубешівського повіту Люблінського воєводства. Населення — 543 особи (2011).

## Історія

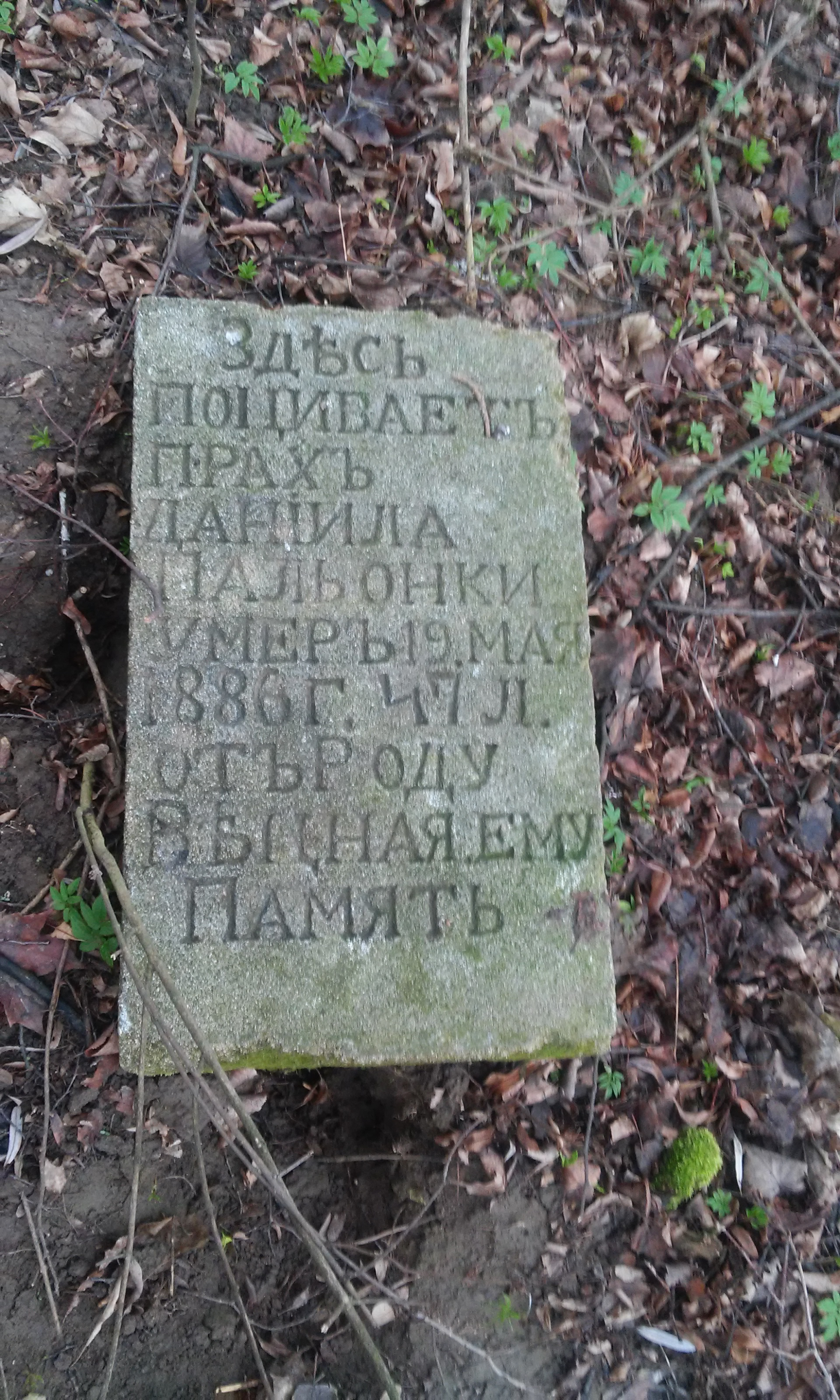
Надгробок на православному цвинтарі

1749 року вперше згадується греко-католицька церква в селі.
За даними етнографічної експедиції 1869—1870 років під керівництвом Павла Чубинського, у селі проживали греко-католики, які розмовляли українською мовою.
У 1921 році село та однойменний фільварок входили до складу гміни Міняни Грубешівського повіту Люблінського воєводства Польської Республіки.
У липні-серпні 1938 року польська влада в рамках великої акції руйнування українських храмів на Холмщині і Підляшші спалила місцеву православну церкву.
У 1941 році поляками застрелено вчителя Івана Козака. 19 вересня 1943 року відділ Батальйонів Хлопських замордував Пилипа Грилюка і знищив тут дільницю української поліції та застрелив двох поліціянтів-українців. 8.10.1943 відділи Батальйонів Хлопських під командуванням Станіслава Басая «Рися» і Армії Крайової під командуванням Стефана Кваснєвскєґо «Віктора» вбили шістьох українців. У 17.11.1943 польські шовіністи вбили в селі двох цивільних українців, а в березні 1944 р. — ще двох жінок.
Під час проведення операції «Вісла» в період 16-20 червня 1947 року з Мінян, було вивезено на понімецькі землі (Вармінсько-Мазурське воєводство, Західнопоморське воєводство) 10 осіб, залишилося 170 осіб «національності польської». Під час другого етапу виселення операції «Вісла» в період 6-15 липня 1947 року з Мінян виселили 6 осіб, залишилося 84 особи «національності польської», а також залишилося 12 осіб української національності з мішаних родин.
У 1975—1998 роках село належало до Замойського воєводства.

## Населення
За даними перепису населення Польщі 1921 року в селі налічувалося 74 будинки та 430 мешканців, з них:
- 216 чоловіків та 214 жінок;
- 408 православних, 20 римо-католиків, 2 юдеї;
- 350 українців, 78 поляків, 2 євреї.

За даними перепису населення Польщі 1921 року на однойменному фільварку налічувалося 2 будинки та 58 мешканців, з них:
- 28 чоловіків та 30 жінок;
- 29 православних, 29 римо-католиків;
- 29 українців, 29 поляків.

Демографічна структура станом на 31 березня 2011 року:
|          | Загалом | Допрацездатний вік | Працездатний вік | Постпрацездатний вік |
| -------- | ------- | ------------------ | ---------------- | -------------------- |
| Чоловіки | 289     | 62                 | 201              | 26                   |
| Жінки    | 254     | 52                 | 140              | 62                   |
| Разом    | 543     | 114                | 341              | 88                   |